# Jakob Hermann (matematik)
Jakob Hermann [jákob hérman], švicarski matematik in mehanik, * 16. julij 1678, Basel, Švica, † 11. julij 1733, Basel.
Hermann se je ukvarjal s problemi v klasični mehaniki. Prispeval je na področje dinamike. Je avtor dela Foronomija (Phoronomia) iz leta 1716, zgodnje razprave o mehaniki v latinščini. V angleščino jo je v letih 2015 in 2016 prevedel Ian Bruce.

## Življenje
Hermann se je rodil in umrl v Baslu. Njegov oče Germann Hermann je bil ravnatelj gimnazije v Baslu. Mati je bila Katharina Richard. Jakob je od leta 1693 študiral filozofijo na Univerzi v Baslu. Matematično se je izobrazil pri Jakobu Bernoulliju in diplomiral leta 1695. Sprva je nameraval študirati teologijo in je leta 1701 celo prevzel red, vendar je prevladalo njegovo nagnjenje k študiju matematike.:65
Leta 1696 je prejel magisterij (Magister Artium) in naziv doktorja filozofije z zagovorom disertacije o neskončnih vrstah Stališča o neskončni vrsti, tretji del: Obravnava njihove uporabe v kvadraturi ukrivljenih prostorov in rektifikaciji krivulj (Positionum De Seriebus infinitis Pars tertia: Tractans de Earum Usu in Quadraturis Spatiorum et Rectificationibus Curvarum). Jakob Bernoulli je menil, da je Hermann najboljši izmed njegovih mnogih študentov na univerzi, in ko je leta 1705 Jakob Bernoulli umrl, je Gottfried Wilhelm Leibniz prosil Hermanna, naj napiše osmrtnico za Bernoullija v reviji Acta Eruditorum.
Hermann je leta 1700 zaslovel s polemiko o načelih diferencialnega računa in je ovrgel napade nizozemskega matematika in filozofa Bernarda Nieuwentyta. Z razpravo je pritegnil Leibnizevo pozornost in sledila je pomembna prijateljska korespondenca z Leibnizem, ki je uvidel njegov matematični talent in ga želel podpreti. Korespondenca je trajala od januarja 1704 do Leibnizeve smrti leta 1716.
Leibniz je leta 1701 Hermanna priporočil za člana tedaj novoustanovljene Pruske akademije znanosti v Berlinu.:46 Mednarodni ugled za zagovor načel Leibnizevega diferencialnega računa mu je na izobraževalnem potovanju v letih 1701–02 omogočil dostop do učenjakov, kot so: Johann Bernoulli, Abraham de Moivre, Jacques Cassini, Guillaume de l'Hôpital, Nicolas Malebranche in Pierre Varignon. V Acta Eruditorum je objavil več člankov, od katerih sta dva pritegnila pozornost najvidnejši matematikov tistega časa.:46
Hermanna so leta 1707 na priporočilo Johanna Bernoullija in Leibniza imenovali za predstojnika nekdanje Galilejeve katedre za matematiko na Univerzi v Padovi. V mnogih publikacijah (npr. o problemu centralnih sil) in prek osebnih stikov je prispeval k širjenju Leibnizevega računa v Italiji.:387 Dopisoval si je s tedanjimi najpomembnejšimi italijanskimi matematiki, kot so: Luigi Guido Grandi, Jacopo Riccati in Giuseppe Verzaglia.
Leta 1713 se je preselil na tedanjo Brandenburško univerzo v Frankfurtu ob Odri na katedro za filozofijo kot profesor matematike in fizike.:46
Lavrentij Lavrentjevič Bljumentrost se je leta 1723 v skladu z namero Petra Velikega o ustanovitvi akademije znanosti v Rusiji obrnil na slavnega nemškega znanstvenika in filozofa Christiana Wolfa s prošnjo, naj priporoči več evropskih znanstvenikov za novo ustanovljeno akademijo. Med kandidati, ki jih je predlagal Wolf, je bil tudi Hermann. Hermann se je s soglasjem odzval na Bljumentrostovo pismo in 8. januarja (21. januarja) 1725 podpisal petletno pogodbo z ruskim diplomatom grofom Aleksandrom Gavrilovičem Golovkinom, ki je posebej prispel v Frankfurt ob Odri, za njegovo članstvo v akademiji. Kot profesor matematike je Herman postal prvi tuji znanstvenik, ki je sprejel dolžnosti člana sanktpeterburške imperialne akademije znanosti, za kar so ga imenovali professor primarius (»prvi profesor« ali z drugimi besedami – »prvi akademik«).:73:66–68
Herman je prispel v Sankt Peterburg 31. julija (11. avgusta) 1725. 15. avgusta (26. avgusta) je bil med prvimi akademiki, ki so prispeli v tedanjo rusko prestolnico in so ga predstavili Katarini I. v njeni poletni palači. Hkrati je imel pozdravni govor, naslovljen na imperatorko, in so ga vsi pristotni lepo sprejeli. 2. novembra (13. novembra) 1725 je odprl prvo srečanje sanktpeterburške imperialne akademije znanosti (ki je potekalo še pred uradnim odprtjem) in na njem prebral besedilo svojega članka O obliki sferoidne Zemlje, katere mala os leži znotraj polov, v Newtonovih Matematičnih načelih naravoslovja, sintetično prikazanih z analitično metodo (De figura telluris sphaeroide cujus axis minor sita intra polos a Newtono in Principiis philosophiae mathematicis synthetice demonstratam analytica methodo decuxit), v katerem je analiziral Newtonovo teorijo oblike Zemlje, po kateri je Zemlja na polih sploščeni sferoid.:xxxvi, 69 Ta Hermanov govor je mimogrede povzročil ugovore drugega akademika, Georga Bernharda Bilfingerja, ki se je držal kartezijanske mehanike in ni sprejel Newtonove teorije gravitacije.:48
V sanktpeterburškem obdobju svojega življenja je Herman intenzivno deloval. Približno ducat in pol njegovih člankov o matematiki in mehaniki je bilo objavljenih v znanstveni reviji sanktpeterburške imperialne akademije znanosti Commentarii Academiae Imperialis Scientiarum Petropolitanae. Predvsem njegov članek z naslovom O merjenju sil teles (De mensura virium corporum) je odprl prvi zvezek te revije (pripravljen leta 1726, izšel pa leta 1728):72–73 Ko je imperator leta 1725 umrl, je Hermann po ukazu Katarine I. postal vzgojitelj njenega sina, bodočega Petra II. Ko je Leonhard Euler, ki je tudi postal akademik sanktpeterburške imperialne akademije znanosti, 24. maja (4. junija) 1727 prispel v Sankt Peterburg, mu je Hermann, ki je bil njegov rojak, zagotovil vse vrste pokroviteljstva.:142 V Sankt Peterburgu je Hermann delal tesno skupaj z Danielom Bernoullijem, ki ga je nasledil na njegovem položaju. Poleg prispevkov k meritvam sil, teoriji gibanja, integralnemu računu in posebnim diferencialnim enačbam je leta 1728 izšel njegov učbenik Povzetek matematike (Abrégé des mathématiques [...]).
Leta 1728 so se začela resna trenja med mnogimi akademiki (vključno s Hermanom) in tajnikom sanktpeterburške imperialne akademije znanosti Johannom Danielom Schumacherjem. Zapletle so se tudi politične razmere v Rusiji. Pod temi pogoji Herman ni podaljšal pogodbe (ki se je iztekla leta 1730) in septembra 1730 so ga odpustili iz akademije (z naslovom »častnega akademika« in pokojnino 200 rubljev na leto). Ker je Hermann močno pogrešal domovino in družino, ki jo je tam pustil, se je več let trudil za službo v Baslu. 14. januarja (25. januarja) 1731 je zapustil Sankt Peterburg in se odpravil v rodni Basel.:70 V Baslu je še naprej vzdrževal znanstvene stike s sanktpeterburško imperialno akademijo znanosti in objavljal svoja dela v njenih publikacijah.:152 V Baslu je prevzel katedro za etiko, naravno in mednarodno pravo.:381
Hermann je bil drugi bratranec Eulerjeve matere.

## Znanstveno delo
Poleg Johanna Bernoullija, Varignona in Jakoba Bernoullija je bil Hermann eden tistih, ki so jo v zgodnji fazi sprejema Newtonove mehanike oblikovali v obliki Leibnizevega infinitezimalnega računa.:72 Njegova glavna dela se nanašajo na mehaniko in analizo (z njeno uporabo v geometriji), pa tudi na zgodovino matematike. Razvil je teorijo integracije navadnih diferencialnih enačb prvega reda, teorijo krivulj in ploskev drugega reda, preučeval vprašanja integralnega računa in elementarne geometrije, sferne epicikloide.:46 V zelo odmevnih člankih se je ukvarjal s problemi matematike (trajektorije, izoperimetrične figure) in fizike (vzrok gravitacije, gibanje nihajoče strune, gibanje s tornim uporom). V svojih delih o mehaniki je proučeval gibanje teles v mediju ali vakuumu pod vplivom spremenljivih sil ter se ukvarjal z vprašanji teorije gravitacije in zunanje balistike.:46, 72
Zlasti v glavnem Hermannovem delu iz leta 1716, Foronomiji, prvi celoviti predstavitvi mehanike, ki temelji na Newtonovi fiziki, je prvič najti diferencialno obliko nekaterih načel mehanike, sedaj znanih iz učbenikov fizike.:144 To velja predvsem za Newtonov zakon sile ali drugi Newtonov zakon: »Sila je enaka spremembi gibalne količine, oziroma je pri konstantni masi enaka masi, pomnoženi s spremembo hitrosti«:
{\displaystyle \mathbf {\vec {F}} ={\frac {\operatorname {d} \!\mathbf {\vec {G}} }{\operatorname {d} \!t}}=m{\frac {\operatorname {d} \!\mathbf {\vec {v}} }{\operatorname {d} \!t}}=m\ \mathbf {\vec {a}} \qquad (m=\mathrm {konst.} )\!\,.}
Delo je začel pisati v Padovi in je sledil svojim tamkajšnjim predavanjem.:390 Dokončal ga je v Franfurtu ob Odri in objavil leta 1716. Pod »foronomijo« je razumel znanost, ki je kasneje postala znana kot »teoretična mehanika«. To je bila razprava o dinamiki, v kateri je predstavil značilnosti gibanja trdnih teles in tekočin v geometričnem smislu, nato pa je podal svojo analitično razlago, s katero je izpeljal diferencialno enačbo, ki predstavlja fizikalni problem.:392 Ta prehod od geometrijskega računa k čisto analitičnemu je prikazan tudi v njegovi predstavitvi zakona Keplerjevih območij, ki ga je Newton pokazal na začetku svojih Matematičnih načel naravoslovja in ki ga je Hermann dokazoval s pomočjo diferencialnega računa.:169 Euler je zelo cenil Foronomijo. V predgovoru k svoji prvi temeljni razpravi, Mehanika ali znanost o gibanju, predstavljena analitično iz leta 1736 jo je postavil na raven z deli Newtona, Matematična načela naravoslovja (1687) in Varignona, Nova mehanika ali statika (1687). Te tri naštete razprave so postale izhodišče za mnoge Eulerjeve študije.:146, 158
Pri Hermannu je bil zakon sile oblikovan šele po samem Newtonu, vendar pred Eulerjem, ki je prvi predstavil diferencialno obliko zakona sile v kartezičnih komponentah in jo posplošil za tri razsežnosti. Hermannu je z zakonom o sili uspelo preoblikovati mehansko ohranitev energije s konservativnimi centralnimi silami {\displaystyle \mathbf {\vec {F}} _{\rm {C}}\cdot \operatorname {d} \!\mathbf {\vec {s}} =m\ \mathbf {\vec {v}} \cdot \operatorname {d} \!\mathbf {\vec {v}} \!\,}.:228 Njegovo mehansko delo vsebuje tako geometrijske predstavitve po Newtonu kot tudi analitične metode infinitezimalnega računa.
Leta 1729 je Hermann je razglasil, da je geometrijsko mesto točk enako preprosto prikazati v polarnem koordinatnem sistemu kot v kartezičnem koordinatnem sistemu.
Zdi se, da je bil Hermann prvi, ki je pokazal, da je Laplace-Runge-Lenzev vektor konstanta gibanja za delce, na katere deluje centralna sila z obratnim kvadratom razdalje.

### Hermann-Eulerjevo načelo
V V. poglavju drugega dela prve knjige Foronomije se je Herman ukvarjal s problemom določanja zmanjšane dolžine sestavljenega fizikalnega nihala (skupka več točkastih teles, med seboj togo pritrjenih in zmožnih se skupaj vrteti okrog vodoravne osi pod vplivom gravitacije) in v procesu reševanja razvil posebno različico načela omejitve pogojev gibanja sistema na pogoje njegovega ravnovesja (in hkrati predvidevanje poznejšega d'Alembertovega načela).:152–153:158
Ta problem (v primeru dveh točkovnih obremenitev) je analiziral Hermannov učitelj Jakob Bernoulli. Podobnost zamisli obeh znanstvenikov je razvidna iz podobnosti terminologije, ki sta ju uporabljala – za označevanje pojma »sile« je Herman uporabljal isti izraz sollicitatio, 'sunek' ('impulz') kot Jakob Bernoulli.:142 Silo, ki povzroča gibanje teles, je Hermann poimenoval vis motrix in jo je razdelil v dva razreda – viva (živa sila) in mortua (mrtva sila). Živa sila je bila povezana z dejanskim gibanjem, mrtva sila pa ni povzročala nobenega dejanskega gibanja, razen če se je nadaljevalo ali ponavljalo, na primer v gravitaciji centrifugalnih sil. Živo silo je imenoval preprosto vis, mrtvo silo pa sollicitatio. To sta bili aktivni sili ali vires activae. Vis passiva ni povzročala gibanj ali težnje po njem, temveč mu je nasprotovala in se je imenovala vis inertiae (vztrajnostna ali inercijska sila).
Tako kot Jakob Bernoulli je Hermann za posamezne točke sestavljenega nihala uvajal v upoštevanje »proste« in »prave« spodbude gibanja (tj. sile, ki povzročajo proste oziroma prave pospeške teh točk). Vendar pa je za razliko od svojega predhodnika ubral drugačno pot pri omejevanju dinamičnega problema na statičnega in utemeljil teorijo gibanja sestavljenega nihala ne na pogoju ravnovesja nihala pod vplivom »izgubljenih« impulzov za gibanje (gonilne sile), ampak pod pogojem enakovrednosti dveh sklopov sil, ki delujeta na točke nihala – prave pogonske sile in proste pogonske sile. Tako je teorija gibanja sestavljenega nihala v njegovem pristopu bistveno poenostavljena (z odpravo potrebe po oblikovanju in uporabi takšnih dodatnih znanstvenih abstrakcij, kot so »izgubljene« in »pridobljene« spodbude za gibanje, ki jih je uporabljal Jakob Bernoulli).:153
Namesto tega je Hermann uvedel koncept »vikarnih« (nadomestnih) sil (lat. sollicitationes vicariae) za gravitacijske sile.:143 Glede na točke sestavljenega nihala so to sile, katerih smeri so pravokotne na krajevne vektorje točk. Njegove nadomestne sile so po definiciji enakovredne danim silam (to je gravitacijskim silam) – to enakovrednost je treba razumeti takole: če se spremeni smeri vseh »nadomestnih« sil v nasprotne, potem bo nihalo ob hkratnem delovanju gravitacijskega sistema in novega sistema sil ostalo v ravnovesju.:158:46–47
Hermann je poudaril: »Za naš primer upoštevanje dejanskega gibanja ne da ničesar, saj je treba v tem primeru to gibanje, že pridobljeno, obravnavati kot splošno, v katerem so zajeti posamezni delci. Toda razmislimo o prirastkih v hitrosti delcev, ki so jim takoj posredovani, in to nastajajoče gibanje lahko preučujemo ne glede na to, ali ga ustvarjajo »nadomestne sile« ... ali dejanske sile gravitacije«:20:47
Po predpostavki te enakovrednosti je Hermann zapisal ekvivalenčni pogoj v obliki enakosti skupnega navora pravih pogonskih sil (vikarnih sil) glede na vrtilno os nihala s skupnim navorom prostih pogonskih sil (gravitacijskih sil) glede na isto os. Tako so zanj glavno sredstvo omejitve dinamičnega problema na statičnega prav »nadomestne« sile in ne »izgubljene«, kot pri Jakobu Bernoulliju. Jakob Bernoulli slednjih ni izračunal in jih ni obravnaval podrobneje (ob predpostavki, da je bilo vprašanje o njih že pojasnjeno), ampak jih je le omenil.:153:47
Pri reševanju zastavljenega problema je Hermann naprej dokazal dve lemi in nadaljeval z dokazom glavnega izreka, ki ga je formuliral na naslednji način: če so točkovna bremena, ki sestavljajo nihalo, in se gibljejo pod vplivom gravitacije, miselno osvobojena svojih povezav, potem se bodo začela premikati navzgor (vsako na začetku s tisto hitrostjo, ki jo je prejelo pri povezanem gibanju), posledično pa se bo vsako od bremen lahko dvignilo na takšno višino, da bo splošno težišče bremenskega sistema spet na višini, s katere se je začelo povezano gibanje. S tega stališča (sprejetega brez dokaza) je izhajal Christiaan Huygens, ko je zgradil svojo teorijo fizikalnega nihala.:153:47
Leta 1740 je Euler v svojem članku O majhnih nihanjih teles, tako trdnih kot prožnih. Nova in enostavna metoda posplošil Hermannov pristop (uporabil ga je samo na en specifičen problem) in ga uporabil za reševanje mnogih različnih problemov v dinamiki sistemov togih teles.:143 Euler je na kratko formuliral obravnavano načelo kot načelo enakovrednosti dveh sistemov sil – »dejanskih« sil (to je dejansko uporabljenih) in »zahtevanih« sil (ki bi zadostovale za realizacijo istega gibanja v odsotnosti povezav), hkrati pa je jasno nakazal povezavo med obravnavanim pristopom in statičnimi metodami. Tako formulirano Hermann-Eulerjevo načelo je bilo pravzaprav oblika d'Alembertovega načela – formuliranega prej, kot je bilo objavljeno d'Alembertovo delo Razprava o dinamiki (1743). Vendar (za razliko od d'Alembertovega načela) avtorja še nista obravnavala Hermann-Eulerjevega načela kot osnove splošne metode za reševanje problemov gibanja mehanskih sistemov z vezmi.:307:159
Upoštevati je treba, da se je Hermann v obdobju svojega življenja v Sankt Peterburgu ponovno vrnil k problemu fizikalnega nihala in ga rešil (na drugačen način) v članku Nova metoda za izpeljavo že obravnavanega pravila za določitev središča nihanja poljubnega sestavljenega nihala, pridobljena iz teorije gibanja težkih teles vzdolž krožnih lokov. (predstavljeno Akademiji znanosti leta 1728). Sklep, ki ga je podal, v bistvu sovpada z običajnim dokazom omenjenega pravila z uporabo integrala živih sil.:143

## Priznanja
Hermann je bil od 26. septembra 1707 tuji član tedanje Pruske akademije znanosti v Berlinu, od leta 1708 Akademije znanosti Inštituta v Bologni in od 1. januarja 1731 tuji častni član Imperialne akademije znanosti v Sankt Peterburgu. Leta 1733, v letu njegove smrti, so ga izvolili v Francosko kraljevo akademijo znanosti v Parizu.

### Poimenovanja
Po njem je leta 1935 Mednarodna astronomska zveza poimenovala udarni krater Hermann na vidni strani Lune.